# Clinton Smith
Clinton Smith (Cleveland, 19 gennaio 1964) è un ex cestista statunitense, professionista nella NBA e in Francia.

## Carriera
È stato selezionato dai Golden State Warriors al quinto giro del Draft NBA 1986 (97ª scelta assoluta).

## Palmarès
- CBA Defensive Player of the Year (1991)
- 2 volte CBA All-Defensive First Team (1990, 1991)